# Amtsgerichtsstraße 13 (Kronach)

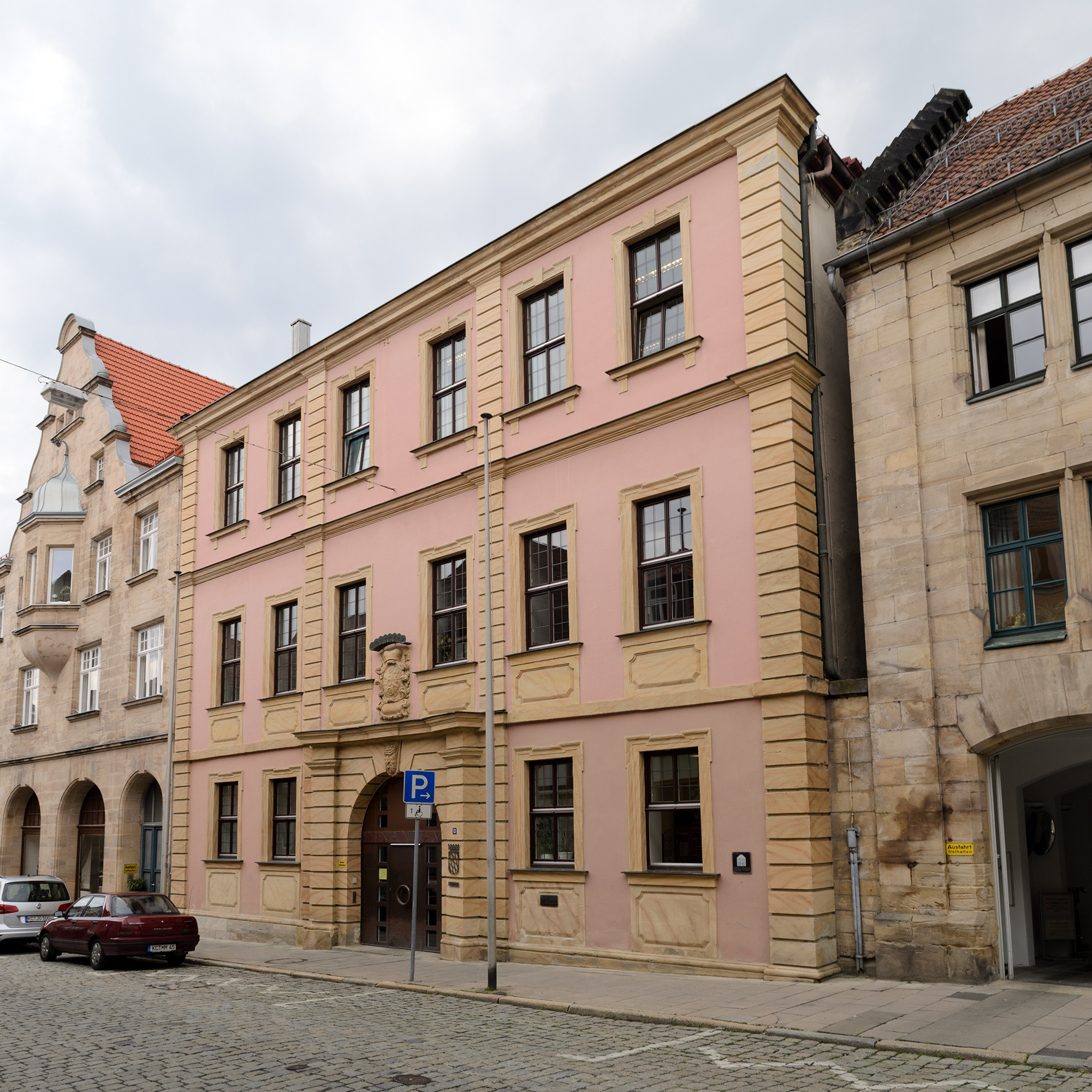
Gebäude Amtsgerichtsstraße 13

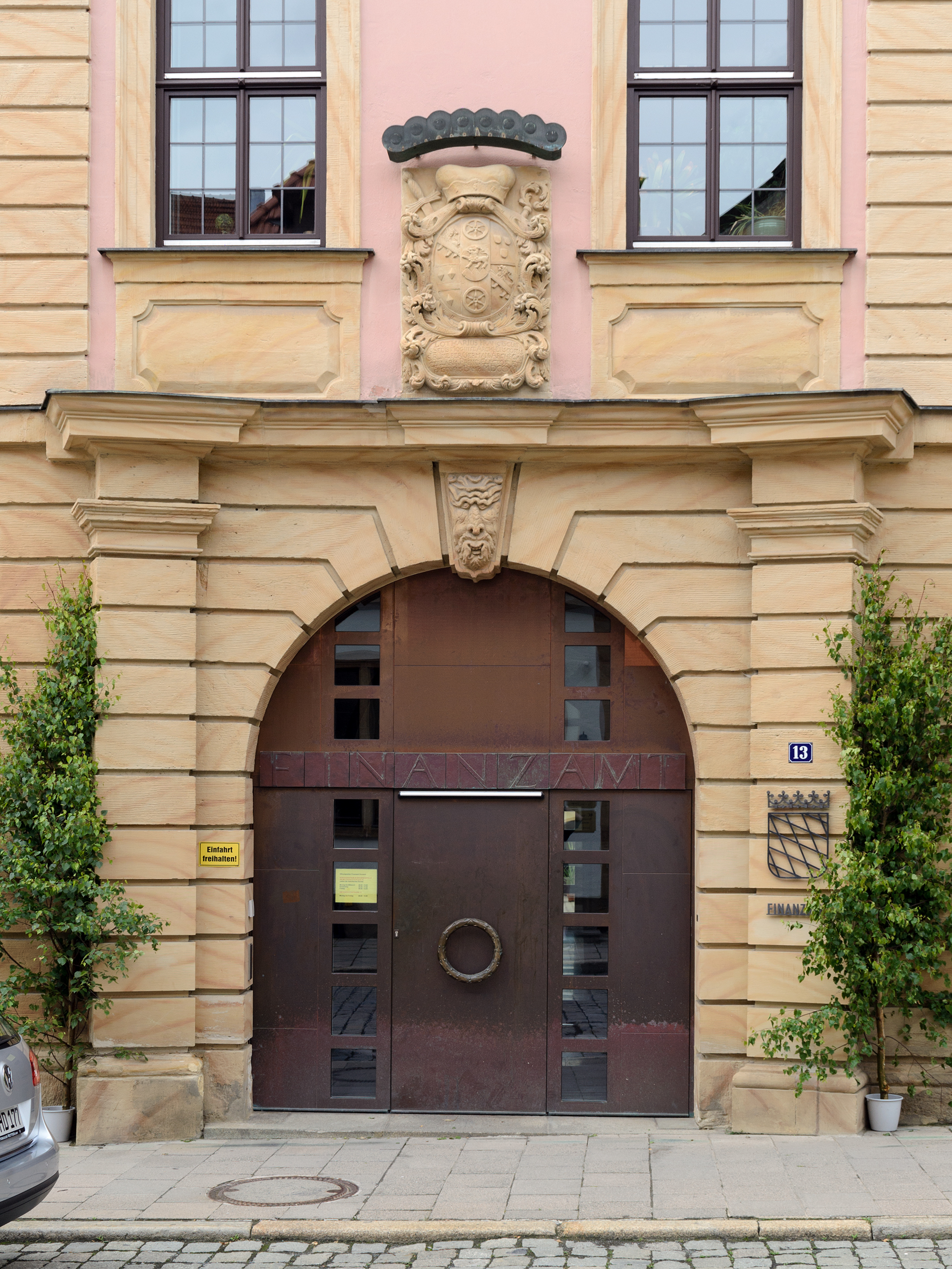
Eingangsportal des Gebäudes

Das Gebäude Amtsgerichtsstraße 13 ist ein denkmalgeschütztes Bauwerk in der Altstadt der oberfränkischen Stadt Kronach in Bayern.

## Geschichte
Das ursprünglich zweigeschossige Walmdachgebäude wurde in den Jahren 1719–21 als Kastenamt des Hochstifts Bamberg, zu dessen Besitz Kronach bis zum Beginn des 19. Jahrhunderts gehörte, errichtet. Die Pläne hierfür stammen wahrscheinlich von Johann Dientzenhofer. Über dem Eingangsportal des Gebäudes befindet sich ein von Johann Dümlein geschaffenes Sandsteinrelief mit dem Amtswappen des Bamberger Fürstbischofs Lothar Franz von Schönborn, während dessen Regentschaft der Bau erfolgte.
Mit der Säkularisation des Hochstifts in den Jahren 1802/03 ging das Gebäude zusammen mit der Stadt in den Besitz des Kurfürstentums Bayern über und diente wahrscheinlich ab dem 1. Januar 1806 als königlich-bayerisches Rentamt. Im Jahr 1894 wurde dem Gebäude ein zweites Obergeschoss aufgesetzt, vor Beginn des Ersten Weltkrieges entstand an der von der Amtsgerichtsstraße abgewandten Westseite ein Erweiterungsbau.
Heute befindet sich in dem Gebäude das Finanzamt der Stadt.